# Infernal Affairs
Infernal Affairs (kinesiska: 無間道, kantonesiska: Mougaandou, pinyin: Wújiāndào) är en hongkongfilm från 2002. Den kinesiska titeln, som kan översättat till "Vägen till Avici" anspelar på den djupaste nivån i det buddhistiska helvetet, Avici, medan den engelska titeln anspelar både på Dantes Inferno och en intern polisutredning (internal affairs).
Filmen, en thriller som utspelar sig i Hongkongs undre- och polisvärld, har en namnstark rollista med bland andra Tony Leung, Andy Lau, Anthony Wong, Eric Tsang, Kelly Chen och Sammi Cheng. Två uppföljarfilmer, Infernal Affairs II (som utspelar sig före den första filmen) och Infernal Affairs III (som utspelar sig efter den första filmen) spelades in och släpptes 2003. Filmen gjordes också i en amerikansk version, The Departed, som släpptes 2006. Filmen regisserades av Andrew Lau Wai-Keung och Alan Mak Siu Fai.

## Rollista
- Tony Leung Chiu Wai som Chan Wing-Yan (陳永仁)
- Andy Lau som Senior Inspector Lau Kin-Ming (劉健明)
- Anthony Wong som Superintendent Wong Chi-Shing (黃志誠)
- Eric Tsang som Hon Sam (韓琛)
- Chapman To som Tsui Wai-Keung (徐偉強/傻強)
- Gordon Lam som Inspector B (林國平／大Ｂ)
- Kelly Chan som Dr. Lee Sum-Yee (李心兒)
- Sammi Cheng som Mary
- Berg Ng som Inspector Cheung (張Sir)
- Dion Lam som Del Piero (迪比亞路)
- Edison Chen som Young Lau Kin-Ming (少年劉健明)
- Shawn Yue som Young Chan Wing-Yan (少年陳永仁)
- Elva Hsiao som May

## Priser
- 2003 Hong Kong Film Critics Society Awards: bäste skådespelare Anthony Wong Chau-Sang
- 2003 Hong Kong Film Awards: bäste skådespelare Tony Leung Chiu Wai, bästa biroll Anthony Wong Chau-Sang
- 2003 Asia-Pacific Film Festival: bästa ljud
- 2003 Far East Film Festival: Audience Award
- 2004 Blue Ribbon Awards: Best Foreign Language Film